# 大阪府道154号私市太秦線
大阪府道154号私市太秦線（おおさかふどう154ごう きさいちうずまさせん）は、大阪府交野市から寝屋川市に至る一般府道である。

## 概要
交野市私市3丁目から寝屋川市秦町に至る。
交野市私市と寝屋川市中心部を結ぶ最短経路であるが、交野市内に狭路区間がある。また交野市内には一方通行区間も存在するため、自動車での起点から終点への西行きの走破は不可能である（終点から起点までの東行きは可能）。

### 路線データ
- 起点：大阪府交野市私市3丁目（西川原交差点、国道168号交点）
- 終点：大阪府寝屋川市秦町（豊野交差点、国道170号交点、大阪府道18号枚方交野寝屋川線上）

## 路線状況

### 重複区間
- 大阪府道20号枚方富田林泉佐野線（交野市星田5丁目・星田交差点 - 交野市星田5丁目・大谷橋交差点）
- 大阪府道18号枚方交野寝屋川線（寝屋川市寝屋1丁目・寝屋交差点 - 寝屋川市秦町・豊野交差点（終点））

### 道路施設

#### 橋梁
- 天野川橋（天野川、交野市）

## 地理

### 通過する自治体
- 大阪府
  - 交野市 - 寝屋川市

### 交差する道路
| 交差する道路                                                          | 市町村名 | 交差する場所 | 交差する場所        |
| --------------------------------------------------------------------- | -------- | ------------ | ------------------- |
| 国道168号                                                             | 交野市   | 私市3丁目    | 西川原交差点 / 起点 |
| 大阪府道20号枚方富田林泉佐野線 重複区間起点 大阪府道157号星田停車場線 | 交野市   | 星田5丁目    | 星田交差点          |
| 大阪府道20号枚方富田林泉佐野線 重複区間終点                           | 交野市   | 星田5丁目    | 大谷橋交差点        |
| 国道1号                                                               | 寝屋川市 | 寝屋1丁目    | 寝屋2交点           |
| 大阪府道18号枚方交野寝屋川線 重複区間起点                             | 寝屋川市 | 寝屋1丁目    | 寝屋交差点          |
| 国道170号 大阪府道18号枚方交野寝屋川線 重複区間終点                   | 寝屋川市 | 秦町         | 豊野交差点 / 終点   |

### 交差する鉄道
- 片町線

### 沿線
- 交野市立星田小学校
- JR西日本片町線 星田駅